# دوغان (قشلاق أهر)
دوغان (بالفارسية: دوغان) هي منطقة سكنية تقع في إيران في قسم قشلاق الریفي. يقدر عدد سكانها بـ 106 نسمة .